# Université au Québec
Ne doit pas être confondu avec Université du Québec.
Pour les autres articles nationaux ou selon les autres juridictions, voir Université.

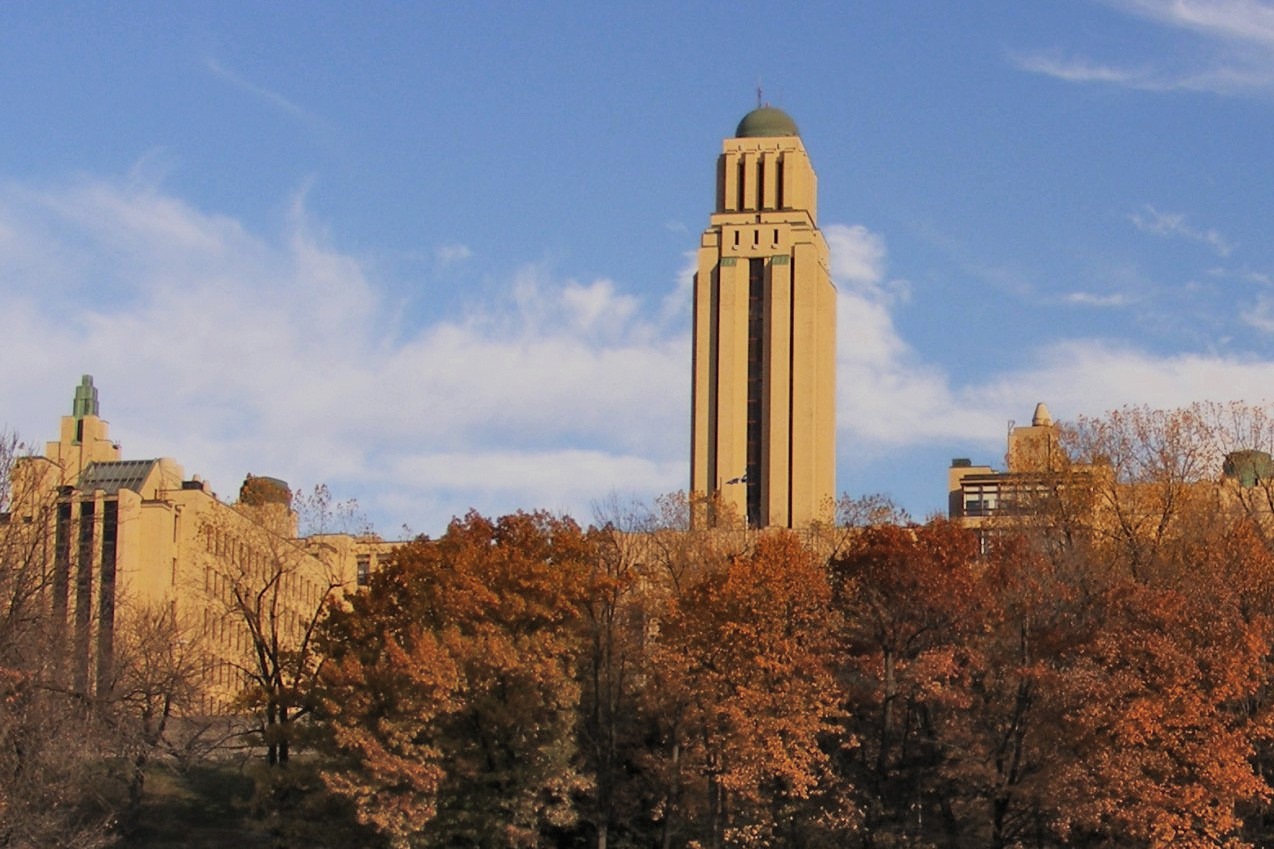
Pavillon Roger-Gaudry de l'Université de Montréal.

Au Québec, l'université est une institution sociale qui a comme mission spécifique la transmission et la production du savoir. Les universités québécoises ont comme fonction sociale d'aider et de remettre en question la société. Pour remplir leur mission, elles se dotent de professeurs spécialisés qui transmettent des connaissances à des élèves et effectuent de la recherche fondamentale et/ou appliquée. Les universités québécoises, bien qu'en majeure partie financées par le gouvernement du Québec, sont dotées d'administrations indépendantes.
Le premier établissement d'enseignement supérieur sur le territoire québécois, le Séminaire de Québec, qui deviendra l'Université Laval, est fondé en 1663. Toutefois, il faut attendre la Révolution tranquille, la Commission Parent, de laquelle découlera une modification du statut des universités existantes par l'adoption de lois pour chacune d'elles et la création de l'Université du Québec, également par une loi de l'Assemblée nationale en 1968, pour voir les institutions universitaires se démocratiser.  
Dernier niveau du système d'éducation québécois, l'université compte trois (3) cycles d'étude : le baccalauréat, la maîtrise et le doctorat. À l'automne 2021, on dénombre 20 personnalités juridiques ayant un statut d'université, dont 19 que l'on peut considérer comme "opérantes" parce que l'Université du Québec intervient davantage comme un centre de services partagés et de coordination de 10 autres établissements universitaires et parce qu'elle n'offre pas d'activités de formation et n'a pas de corps professoral.

## Rôle dans le contexte social québécois
« On peut affirmer qu'au cours des dernières années, l'université québécoise a acquis plus de poids dans la société. L'interaction entre l'université et la société est devenue plus intense et s'est étendue à de plus larges secteurs. Il est probable que cette interdépendance s'accentuera à l'avenir. »

— Commission d'étude sur les universités, Gouvernement du Québec, 1977

### Rôle politique et économique

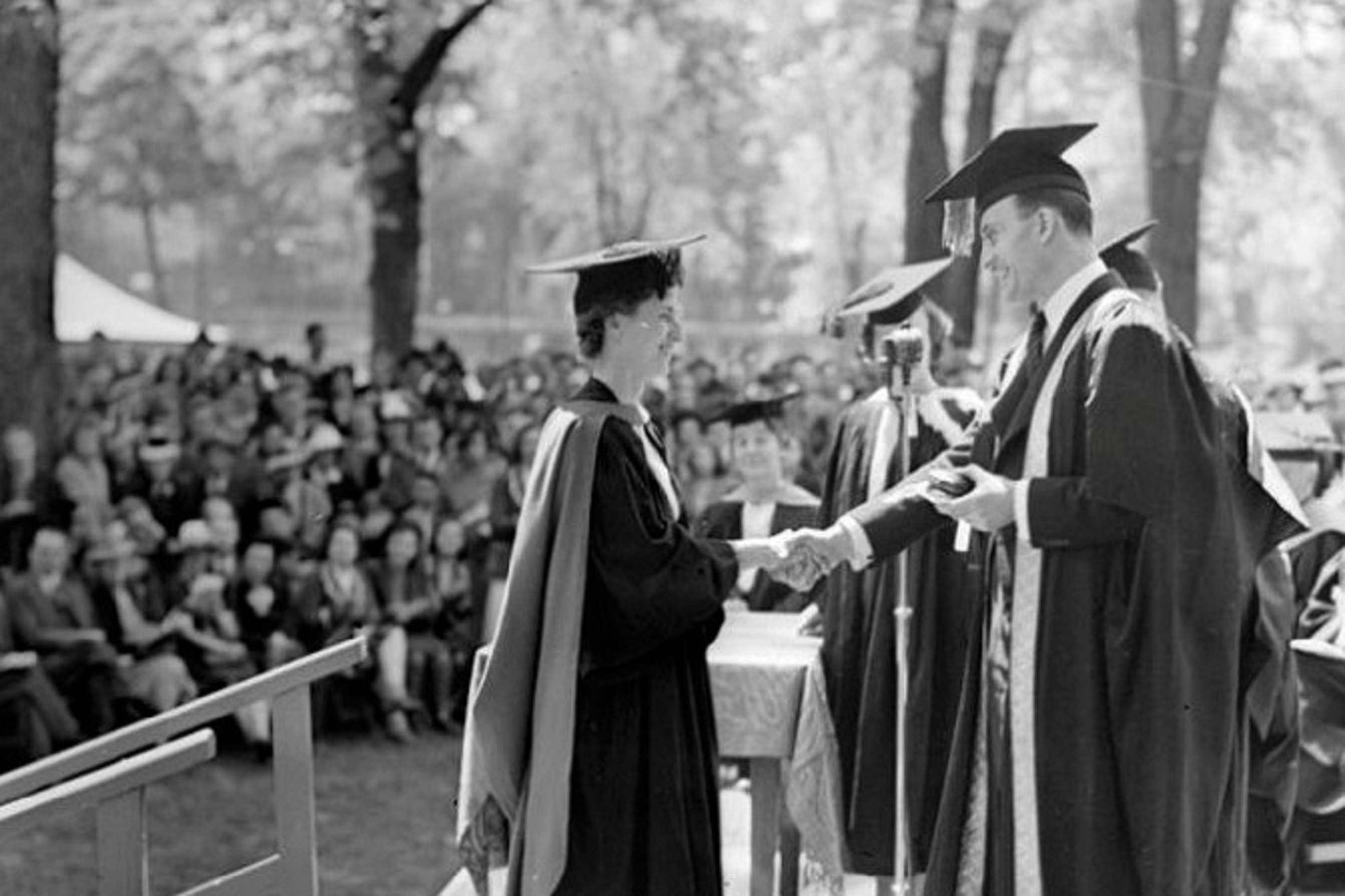
Finissante en médecine de l'Université McGill recevant son diplôme lors de la convocation de 1940.

Depuis la Seconde Guerre mondiale, les universités des pays développés à économie de marché sont devenues d'importants mécanismes du développement économique. Les universités du Québec ont un rôle économique dans la mesure où elles assurent la formation d'une main d’œuvre hautement qualifiée et la recherche appliquée mise à disposition des entreprises et de l'État. 
Les exigences économiques exercent des pressions sur l'institution universitaire; elle doit fournir la main-d’œuvre aux employeurs et s'assurer, d'autre part, de fournir les compétences requises aux élèves pour l’obtention d'un emploi.

### Rôle culturel
L'université québécoise possède un rôle culturel dans la mesure où elle a comme fonction de transmettre et préserver les connaissances tout en favorisant l’émergence de pensées nouvelles.
L'université a également un rôle à jouer dans le développement d'une éthique de la science et d'une éthique de la recherche scientifique. 

## Universités québécoises
La province de Québec dénombre 20 personnalités juridiques ayant un statut d'université. Elles n'ont pas de statut public même si leur principal bailleur de fonds est le gouvernement du Québec et même si elles sont subventionnées selon les mêmes règles. La Loi sur l'enseignement privé exclut les universités de son champ d'action (elle porte sur le préscolaire, le primaire, le secondaire et le collégial). Le Québec n'a jamais clarifié la nature du statut public ou privé des universités québécoises. Le mot "public" est d'ailleurs absent de la Loi sur l'Université du Québec alors que l'expression "d'intérêt public" est notamment présente dans la Loi sur l'Université de Montréal. Leur statut correspond donc davantage à celui d'entités mandataires de l'État, leur conférant des subventions importantes et une autonomie importante dans la réalisation de leurs missions (enseignement, recherche et service aux collectivités). Depuis 1967, toutes les universités existent comme université en vertu de lois de l'Assemblée nationale. Des 20 personnalités juridiques, 19 ont des étudiants et une, l'Université du Québec, agit comme organe de coordination du réseau de l'Université du Québec qui compte 10 universités, écoles et institut (UQAM, UQAT, UQAC, UQO, UQAR, UQTR, INRS, ÉNAP, ÉTS, TÉLUQ). Un second réseau existe, celui de l'Université de Montréal qui collabore avec ses 2 universités associées (HEC et Polytechnique). Enfin, s'est ajoutée en juin 2021 l'Université CMR-St-Jean.  
- Université Bishop's (Sherbrooke)
- Université Concordia (Montréal)
- Université Laval (Québec)
- Université McGill (Montréal)
- Université de Montréal (Montréal)
- HEC Montréal (Montréal)
- Polytechnique Montréal (Montréal)
- Université de Sherbrooke (Sherbrooke, Longueuil)
- Université du Québec en Abitibi-Témiscamingue (Rouyn-Noranda)
- Université du Québec à Chicoutimi (Saguenay)
- Université du Québec à Montréal (Montréal)
- Université du Québec en Outaouais (Gatineau)
- Université du Québec à Rimouski (Rimouski)
- Université du Québec à Trois-Rivières (Trois-Rivières)
- Institut national de la recherche scientifique (Québec)
- École nationale d'administration publique (Québec)
- École de technologie supérieure (Montréal)
- Université TÉLUQ (Québec)
- Université du Québec (Québec)
- Université CMR Saint-Jean (Saint-Jean-sur-Richelieu)